# كريس ثاكري
كريس ثاكري (بالإنجليزية: Kris Thackray)‏ (27 أبريل 1988 بنيوكاسل أبون تاين في المملكة المتحدة - ) هو لاعب كرة قدم بريطاني في مركز الدفاع. لعب مع ألمانيا آخن ونادي أنكونا ونادي تريفيزو ونادي ريجينا وكوسينزا كالشيو ونادي أوردينغن 05 وSS Monopoli 1966 ‏ وFidelis Andria 2018 ‏ وQormi F.C. ‏.

## روابط خارجية
- كريس ثاكري على موقع قاعدة بيانات كرة القدم.إي يو (الإنجليزية)
- كريس ثاكري على موقع Soccerway.com (الإنجليزية)
- كريس ثاكري على موقع عالم كرة القدم.نت (الإنجليزية)